# Бабчинці
Ба́бчинці — село в Україні, у Бабчинецькій сільській громаді Могилів-Подільського району Вінницької області. Центр однойменної сільської громади.

## Географія
Через село тече річка Бушанка, ліва притока Мурафи.

## Історія
Про давність села Бабчинці говорять численні знахідки, що знайдені в селі Бабчинці та в навколишніх селах. В І тисячолітті нашої ери ця територія була заселена слов'янським племенем уличів, а в період розширення Київської Русі (під час походів Київських князів на південний захід вона увійшла до складу Київської Русі).
На території села знайдено знаряддя праці первісної людини доби палеоліту: кремінний молоток, кремінну сокиру, кам'яні ножі, скребла, долота, різці. Проте, в архівних документах описуються події, які відбувалися в ХІІ-ХІІІст., саме тоді вперше згадувалось село Бабчинці, коли воно було спалене татарами та всі жителі села загинули. Живою залишилась старенька бабуся, яка дивом врятувалась і вижила, звідси і назва села Бабчинці.
У 1569 році після Люблінської унії село потрапило під владу польської шляхти. За існуючими документами а також переказами найстаріших громадян селяни села поділялися на панських та державних (казенних). Селяни казенні (ІІ частина від Моївки) працювали на державній землі, одержуючи за свою працю оплату грішми.
Станом на 1885 рік у колишньому власницькому селі, центрі Бабчинецької волості Ямпільського повіту Подільської губернії, мешкало 3823 особи, налічувалось 201 дворове господарство, існували 2 православні церкви, постоялий двір, 3 постоялих будинки, 2 лавки та 3 водяних млини.
1892 в селі існувало 603 дворових господарств, проживало 5480 мешканців.
За переписом 1897 року кількість мешканців зросла до 6702 осіб (3382 чоловічої статі та 3320 — жіночої), з яких 5797 — православної віри.
1905 року існувало 1452 дворових господарства, проживало 6472 мешканці, існували волосне правління, православна церква, однокласне сільське училище й церковнопарафіяльна школа, водяний млин, відбувались базари по вівторках через 2 тижні.
7 (20) листопада 1917 року, відповідно до Третього Універсалу Української Центральної Ради, увійшло до складу Української Народної Республіки.
22 червня 1920 с. Бабчинці стало одним з місцем битви між об'єднаними українсько-польськими військами та військами Більшовиків. Події про це було описані в Американській газеті Brooklyn Eagle. Армія Яна Ромера успішно воює з кавалерією більшовицького генерала Будьонного, українським військам на північ від Дністра вдалося здійснити успішний рейд на Бабчинці і захопити дві гармати та парк артилерійських установок (орг. June 22 The troops of Gen.. Romer in the Ukraine, have been successful in fighting with the cavalry of the Bolshevist Gen. Budenny, the statement suys, and Ukrainian troops north of the Dniester successfully raided Babczyncie, taking two quick firing cannon and several parks of artillery.)
3-го лютого 1921 року у Бабчинцях розпочалося повстання проти комуністів (назване згодом Ямпільським повстанням), яке охопило Ярузьку, Ямпільську, Бабчинецьку та Великокісницьку волості Ямпільського повіту та частину сіл Могилівського — Шендерівка, Людвиківка, Садківці. Координували дії штаби: основний (підпільний) у Ямполі і польовий у Бабчинцях. Але сили були нерівні, повстання було швидко придушене.
З 1923 по 1931(32) — центр Бабчинецького району.
У 1936-1941 роках у селі діяла Дитяча залізниця.
 Також через село проходила вузькоколійна залізниця.
12 червня 2020 року, відповідно до Розпорядження Кабінету Міністрів України № 707-р «Про визначення адміністративних центрів та затвердження територій територіальних громад Вінницької області» увійшло до складу Бабчинецької сільської громади.
19 липня 2020 року, в результаті адміністративно-територіальної реформи та ліквідації Чернівецького району, село увійшло до складу новоутвореного Могилів-Подільського району.

## Відомі люди
- Сторож Віктор ("Тарас") - (4.1.1922 - ? 26.02.1946) - поет, писар сотні "Вовки І" (УПА, Тактичний відтинок 28-й «Данилів»). [13]
- Свідзінський Володимир Юхимович  - український поет, перекладач. Перебував у Бабчинцях в 1913-15 рр., де парохом служив його батько Юхим (Євтимій) Оксентійович.[14]
- Афанасієва Оксана Миколаївна (* 1975) — українська письменниця
- Кравченко Сергій — козак 3-го Кінного полку Армії УНР; загинув у серпні 1920 року в бою з більшовиками  [Архівовано 14 лютого 2020 у Wayback Machine.]
- Погребняк Наталія Володимирівна (* 1964) — українська письменниця
- Радій Дмитро Петрович — козак 1-го куреня 1-ї бригади 4-ї Київської дивізії Армії УНР, Герой Другого Зимового походу
- Стаднік Микола Іванович — український учений-гірник, професор кафедри «Гірничі машини», доктор технічних наук, доцент, лауреат Державної премії України в галузі науки і техніки.
- Руснак Марія Андріївна- заслужений лікар України (1964). Народилася 1924 р. у с. Бабчинці Могилів-Подільського району Вінницької області. У 1941 р. здобула середню освіту, у 1949 р. закінчила Чернівецький медичний інститут. Працювала акушер-гінекологом у Закарпатській області, у 1950-1952 рр. – фтизіатром  у с. Великий Кучурів Сторожинецького району Чернівецької області. У вересні 1952 р. переведена у м. Подільськ Московської області за місцем роботи чоловіка.  У січні 1954 р. у зв’язку з вступом чоловіка в аспірантуру при Чернівецькому державному університеті переведена на посаду завідувача Молодіївською дільничною лікарнею Глибоцького району. У 1955 р. лікарня була реорганізована у районний протитуберкульозний диспансер, а М. А. Руснак призначена завідуючою цим диспансером. У 1965 р. їй присвоєно звання «Заслужений лікар України».  Нагороджена медаллю «За трудову доблесть». Її ім’я занесене в обласну та районну Книги пошани. Її біографія і фото опубліковані у науково-популярному виданні «Випускників славетних імена» до 70-річчя Буковинського державного медичного університету. (Ю. Гусар).